# Dreadlock Pussy
Dreadlock Pussy was een Nederlandse nu-metalband uit Roermond. De band was actief van 1997 tot 2006 en heeft in haar tijd 2 demo's, 4 albums, 1 ep en 3 singles uitgebracht op het label Seamiew Records, gelieerd aan Zomba/BMG. De band heeft veel in binnen- en buitenland gespeeld, met als hoogtepunten optredens op Lowlands, Pinkpop, Ozzfest en spelen in voorprogramma's van bands als Therapy?, Machine Head, (hed)PE, Disturbed en Rammstein.

## Biografie
Dreadlock Pussy is opgericht in augustus 1997. Vier maanden na oprichting van de band volgde het eerste optreden. Een lange lijst met optredens in eigen provincie (Limburg) volgde. In 1999 bracht de band in eigen beheer het album Sharp Instead uit. Eind dat jaar werd Dreadlock Pussy opgepikt door het label Seamiew Records en boekingskantoor Mojo. De eerste show onder Mojo was als voorprogramma van de Amerikaanse band Machinehead in Tilburgs 013.
In 2000 besloot gitarist Guz (Zjon Gijsen) de band te verlaten en werd vervangen door Punto (Ferry Duijsens). In 2004 verliet drummer Twixy (Twan Bakker) de band en werd vervangen door Jos Roossen.
De Effenaar te Eindhoven bood in mei 2006 het toneel aan het afscheidsoptreden. En daarmee kwam een eind aan 9 jaar Dreadlock Pussy.

## Bandleden
- Pat (Patrick Smeets) - Zang (1997-2006)
- bART (Bart Gooren) - Gitaar & zang (1997-2006)
- Guz (Zjon Gijsen) - Gitaar (1997-2001)
- Punto (Ferry Duijsens) - Gitaar & zang (2001-2006)
- J (Jaap Melman) - Basgitaar (1997-2006)
- Lombok (Bart Heuts) - Turn-Tables (1999-2006)
- Twixy (Twan Bakker) - Drums & samples (1997-2004)
- Jos (Jos Roosen) - Drums (2004-2006)

## Discografie

### Albums
- Sharp Instead v1 (1999)
- Sharp Instead v2 - Next attack (2000)
- Middles EP (2001)
- Tsumi (2002)
- Palm Bridge Rd. (2005)

### Singles
- Leaves Of Grass (2001)
- T Minus (2002)
- Jacob's Ladder (2003)

### Demo's
- La Migra (1998)
- Shut the Fuck up -live (1998)

### Videoclips
- Choke (2000)
- Leaves Of Grass (2001)
- T Minus (2002)
- Jacob's Ladder (2003)
- Pickup (2005)